# Lepturalia
Lepturalia är ett släkte av skalbaggar som beskrevs av Edmund Reitter 1913. Lepturalia ingår i familjen långhorningar.
Släktet innehåller bara arten Lepturalia nigripes.